# NGC 358
NGC 358 je otvoreni skup u zviježđu Kasiopeji. 

## Vanjske poveznice
- SEDS: NGC 0358